# Camillo Castiglioni
Camillo Castiglioni (22 octombrie 1879 - 18 decembrie 1957) a fost un finanțator și bancher evreu italo-austriac și a fost cel mai bogat om din Europa Centrală în timpul Primului Război Mondial. Supranumit „Austrian Stinnes”, a activat în zilele de pionierat ale aviației și a investit în Arte. Castiglioni a fost creditat ca instrumental pentru fondarea a ceea ce va deveni în cele din urmă BMW AG.

## Vezi și
- Fritz Mannheimer
- Istoria BMW
- Palais Miller von Aichholz

## Legături externe
- BMW Group archives Arhivat în 17 martie 2022, la Wayback Machine.
- Materiale selecționate din ziare despre  Camillo Castiglioni în 20th Century Press Archives din cadrul Bibliotecii Naționale de Economie din Germania (ZBW)